# Edna Mode
Edna Marie "E" Mode is een personage uit de Disney en Pixarfilm The Incredibles. In de film is ze een kledingontwerper die gespecialiseerd is in superheldenkostuums.
Hoewel Edna een vrouw is werd haar stem gedaan door Brad Bird zelf. Hij was namelijk de enige die haar accent goed kon uitspreken.

## Film
Edna is half-Japans, half-Duits. Ze is een beroemde modeontwerper die vooral in de glorietijd van de superhelden zich bezighield met het maken van hun kostuums. Ze was een ontwerper voor “goden” zoals ze het zelf omschreef. Door dit werk voelt Edna zich duidelijk superieur aan haar collega’s. Ze moet ook niets hebben van gewone modellen, die volgens haar enkel aan zichzelf denken.
Edna’s werk heeft haar duidelijk een fortuin opgeleverd omdat ze een luxe huis bezit. Ze is ook zeer ervaren op het gebied van techniek en maken van kleding daar ze kostuums kan ontwerpen die geheel aangepast zijn aan de krachten van de held die het moet gebruiken. Voorbeeld: voor Elastigirl maakte ze een kostuum dat net zo ver kon uitrekken als zijzelf, en voor Violet Parr een kostuum dat net als zij onzichtbaar kon worden. Tevens waren deze kostuums geheel kogelwerend en vuurbestendig.
Edna verscheen voor het eerst in de film aan het begin, als een van de gasten bij de bruiloft van Mr. Incredible en Elastigirls. Ze komt pas voor het eerst goed in beeld wanneer Mr. Incredible haar opzoekt om zijn kostuum, dat is beschadigd in zijn eerste gevecht met de Omnidroid, te laten repareren. Ze ontwerpt dan gelijk een nieuw kostuum voor hem, en waarschuwt hem voor de gevaren van een cape.
Later in de film helpt ze Elastigirl de vermiste Mr. Incredible op te sporen via een zendertje in zijn kostuum, en presenteert ze haar de kostuums voor de rest van de familie.

## Achtergrond
Sommige mensen denken dat Edna Mode gebaseerd is op een echte modeontwerper, de inmiddels overleden Edith Head en mogelijk Mary Quant. Anderen denken dat zij gebaseerd is op actrice Linda Hunt. Volgens Brad Bird was de “E” in haar naam bedoeld als referentie naar het personage Q uit James Bond.
Hoewel Edna officieel geen superkrachten heeft, gaan sommigen ervan uit dat ze wel een vorm van bovenmenselijke intelligentie bezit. Dit gezien haar kledingontwerpen, die alle bestaande ontwerpen en stoffen ver te boven gaan.
Edna kwam ook voor in de Disney on Ice-show Disney Presents Pixar's The Incredibles in a Magic Kingdom Adventure. Wanneer ze hoort van de robotdubbelganger van Syndrome, moedigt ze de Parrs aan om de Incredibles te worden.

## Trivia
- In de Nederlandse versie doet Paul Haenen haar stem.
- Lily Tomlin zou oorspronkelijk de stem van Edna doen, maar wees dit af toen ze Brad Birds (toen tijdelijke) versie hoorde.
- In de roman Superfolks komt een soortgelijk personage voor, alleen is dit personage een man.
- In Marvels Spider-Girl serie komt ook een soortgelijk personage voor, die net als Edna de kost verdient met het maken van superheldenkostuums.